# Rotskoepel

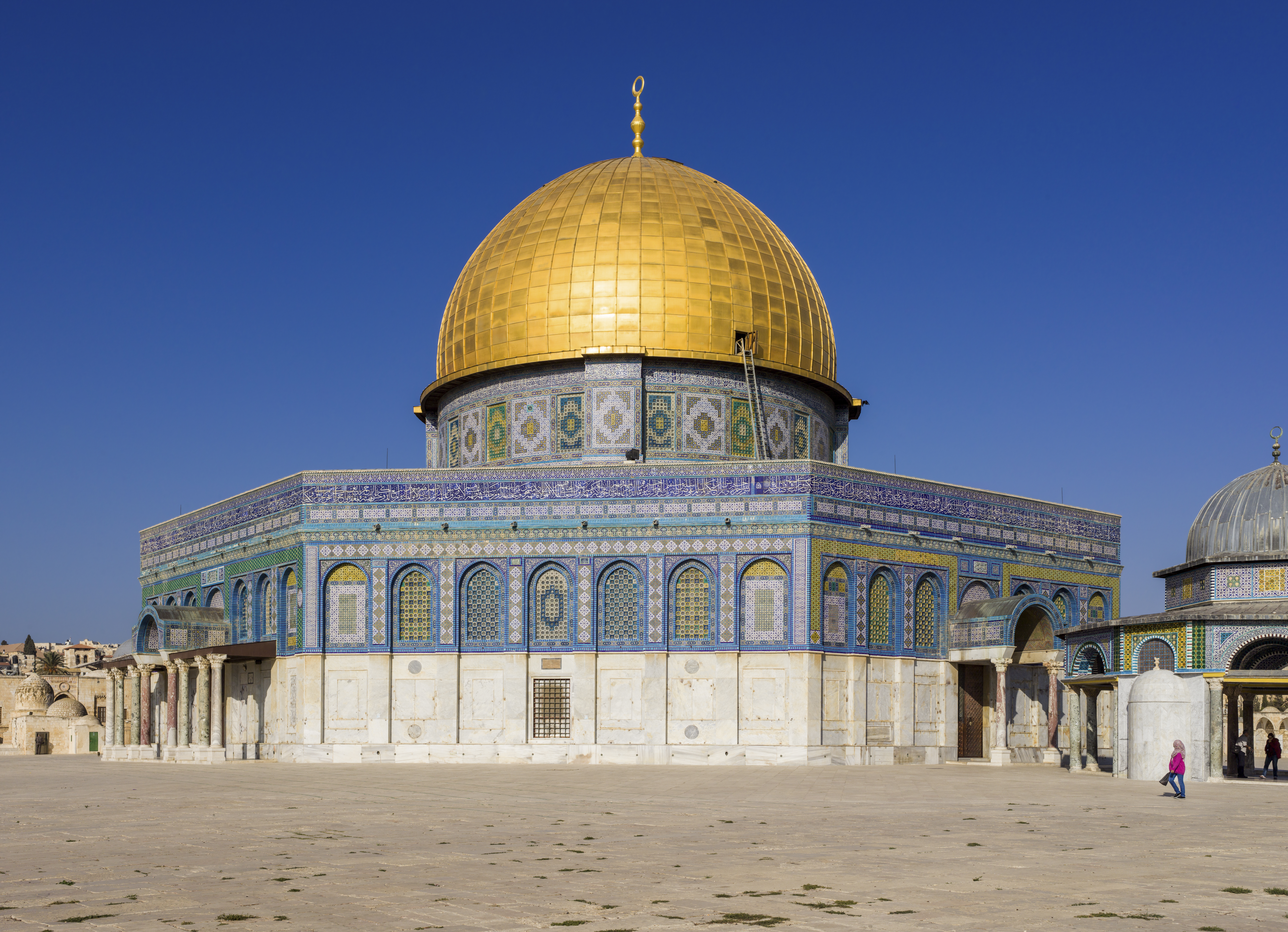
Rotskoepel op de Tempelberg/Haram al-Sharif

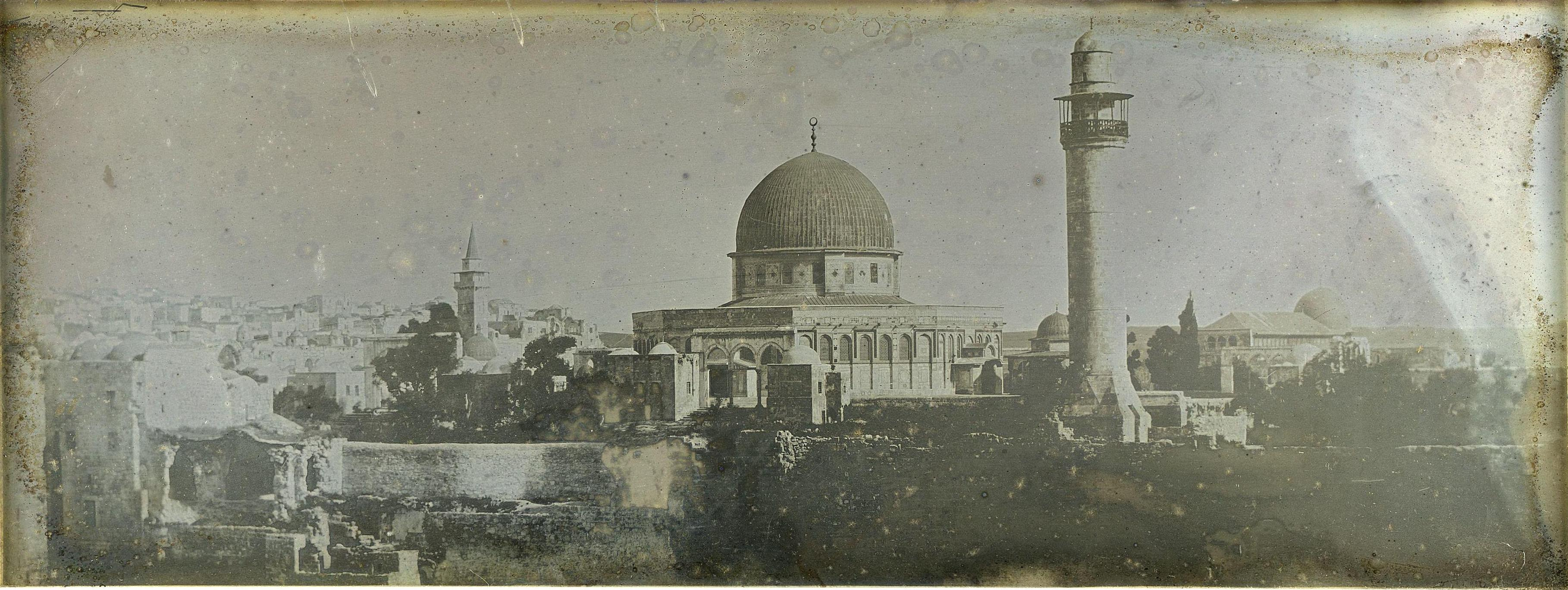
De eerste foto van de Rotskoepel, 1842–44

De Rotskoepel (Arabisch: مسجد قبة الصخرة, Masjid Qubbat As-Sakhrah, Hebreeuws: כיפת הסלע, Kipat Hasela), soms de Rotskoepelmoskee genoemd, is een islamitisch schrijn op de Tempelberg/Haram al-Sharif in de Oude Stad van Jeruzalem. De Rotskoepel is gebouwd tussen 688 en 692. Deze koepel vormt al ruim 1300 jaar een belangrijk deel van het aanzicht van Jeruzalem.
Het gebouw is geen moskee, maar een historische islamitische gedenkplaats. Aangezien hij heden ten dage ook als moskee dienst doet, wordt soms de benaming Rotskoepelmoskee gebruikt. De Al-Aqsamoskee, een van de eerste en heiligste moskeeën van de islam, bevindt zich naast de koepel. De Rotskoepel is als 'koepel op de rots' gebouwd door kalief Abd al-Malik van de Omajjaden uit Damascus. Het gebouw is sinds 1967 ook voor niet-moslims (beperkt) toegankelijk.

## Gebouw

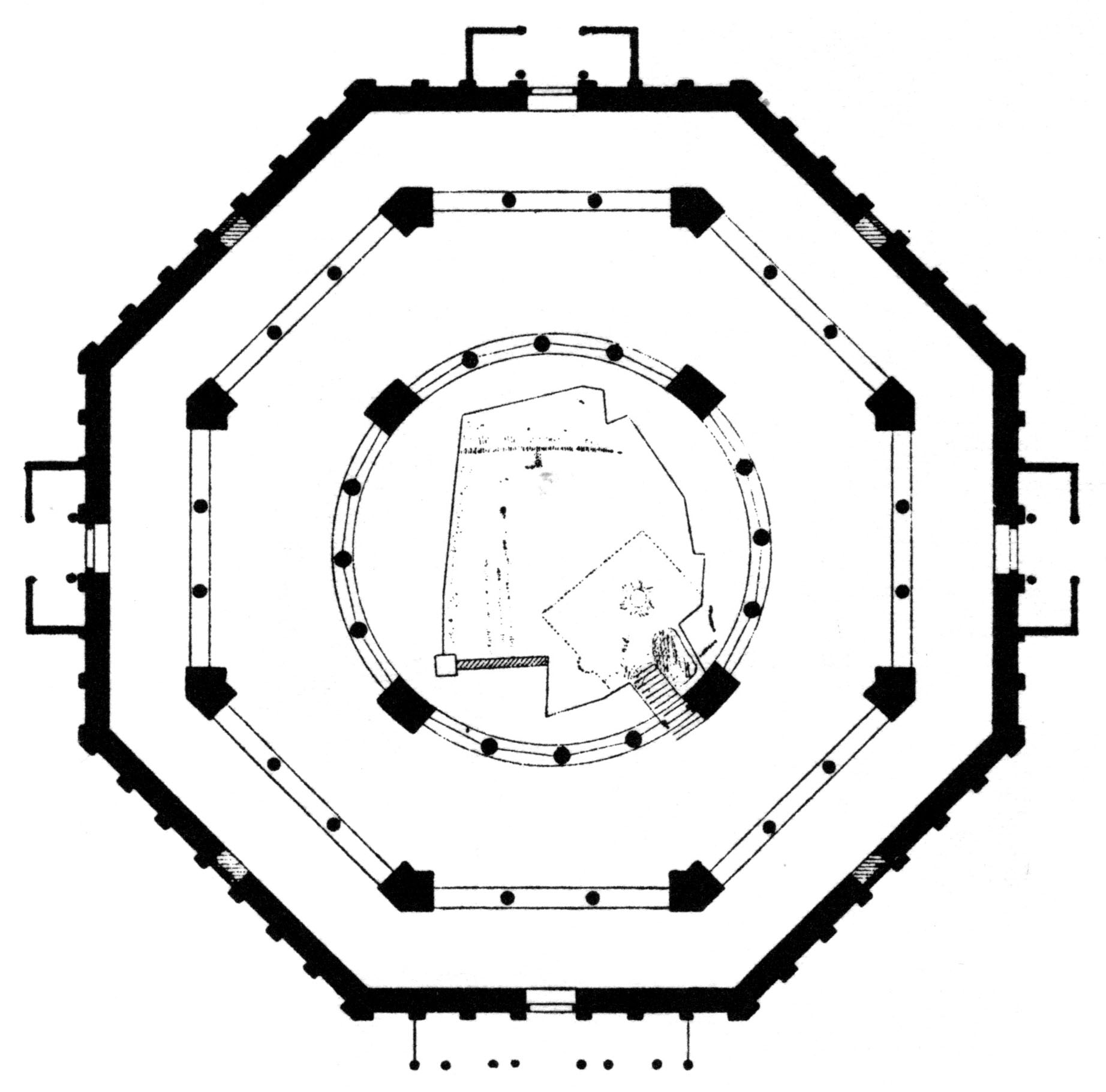
Plattegrond

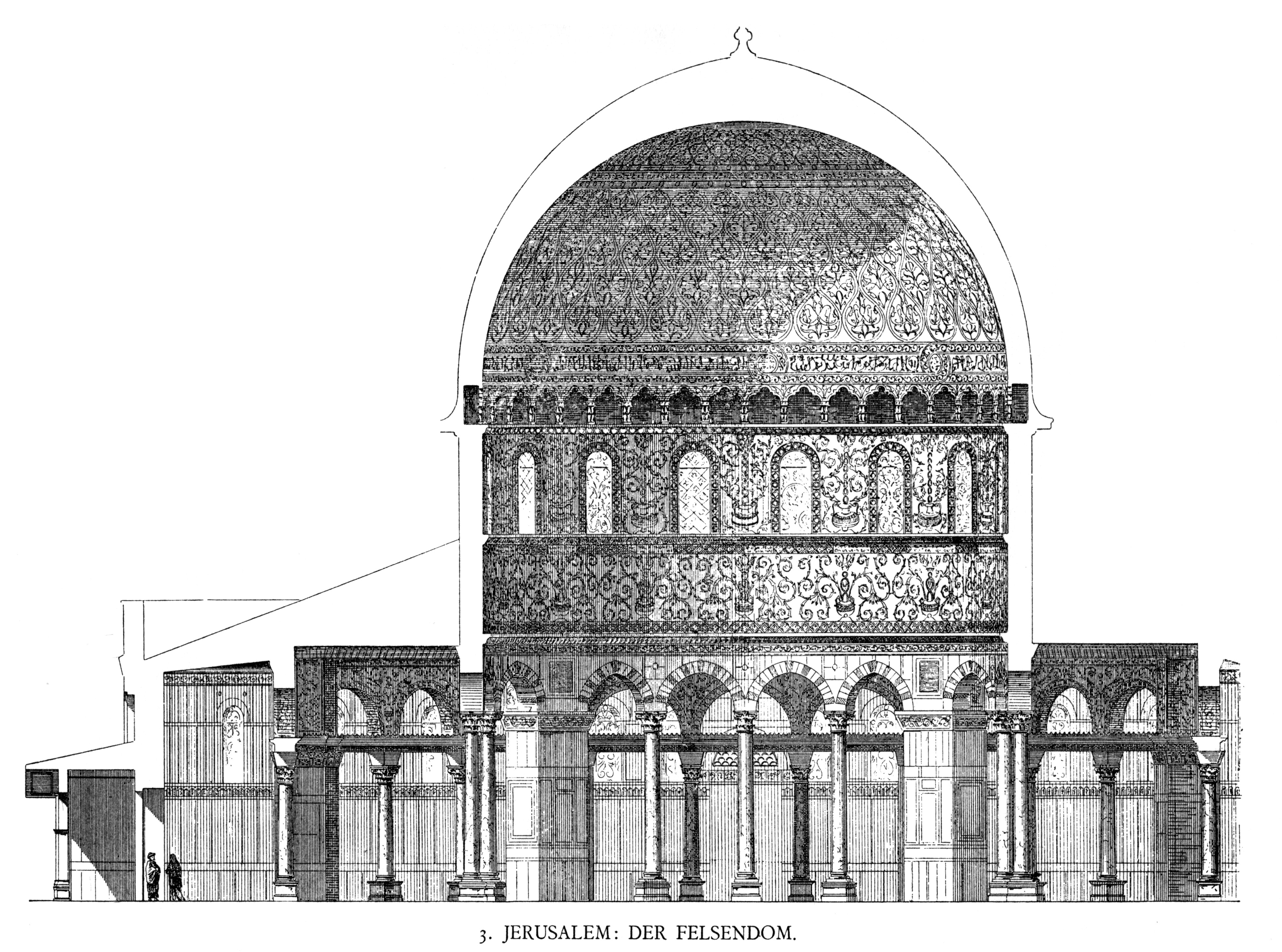
Doorsnede over de koepel

Toen de bouw van de Rotskoepel begon in 685, stond op die plek een door kalief Omar gebouwde kleine houten moskee.
Het grondplan van de Rotskoepel vormt een achthoek met een doorsnede van zo'n 55m. Het gebouw is in totaal 30m hoog. De koepel is met bladgoud afgewerkt en heeft een doorsnede van 20,44m. De koepel is geplaatst boven op een cilinder. In de cilinder bevinden zich 16 ramen die licht binnenlaten. Het dragende gedeelte van het bouwwerk bestaat uit 12 pilaren die samen met 28 zuilen alternerend zijn opgesteld.
De binnenkant van het gebouw is rijk versierd met mozaïeken, die een fantastische tuin afbeelden. Er zijn acanthussen te herkennen met vruchten en juwelen. De pilaren hebben kapitelen van de Korinthische orde.
De vorm is gebaseerd op de Byzantijnse architectuur voor monumentale gebouwen en de bouw werd mede mogelijk door het advies en de medewerking van Byzantijnse handwerklieden. Het uiterlijk van de Rotskoepel doet in alle aspecten denken aan de vroegchristelijke bouwkunst en de Byzantijnse bouwkunst van Syrië en Palestina, zoals ook te zien is aan het overeenkomstige bouwplan en uiterlijk van de Heilig-Grafkerk in Jeruzalem en de Kathedraal van Bosra.
De bouw van de rotskoepel in 691/692 wordt gezien als het eerste grote monument van islamitische architectuur. Meestal wordt aangenomen dat kalief Abd al-Malik de plaats wilde eren die door Mohammed was bezocht en waar hij een voetafdruk had achtergelaten.

## Latere aanpassingen

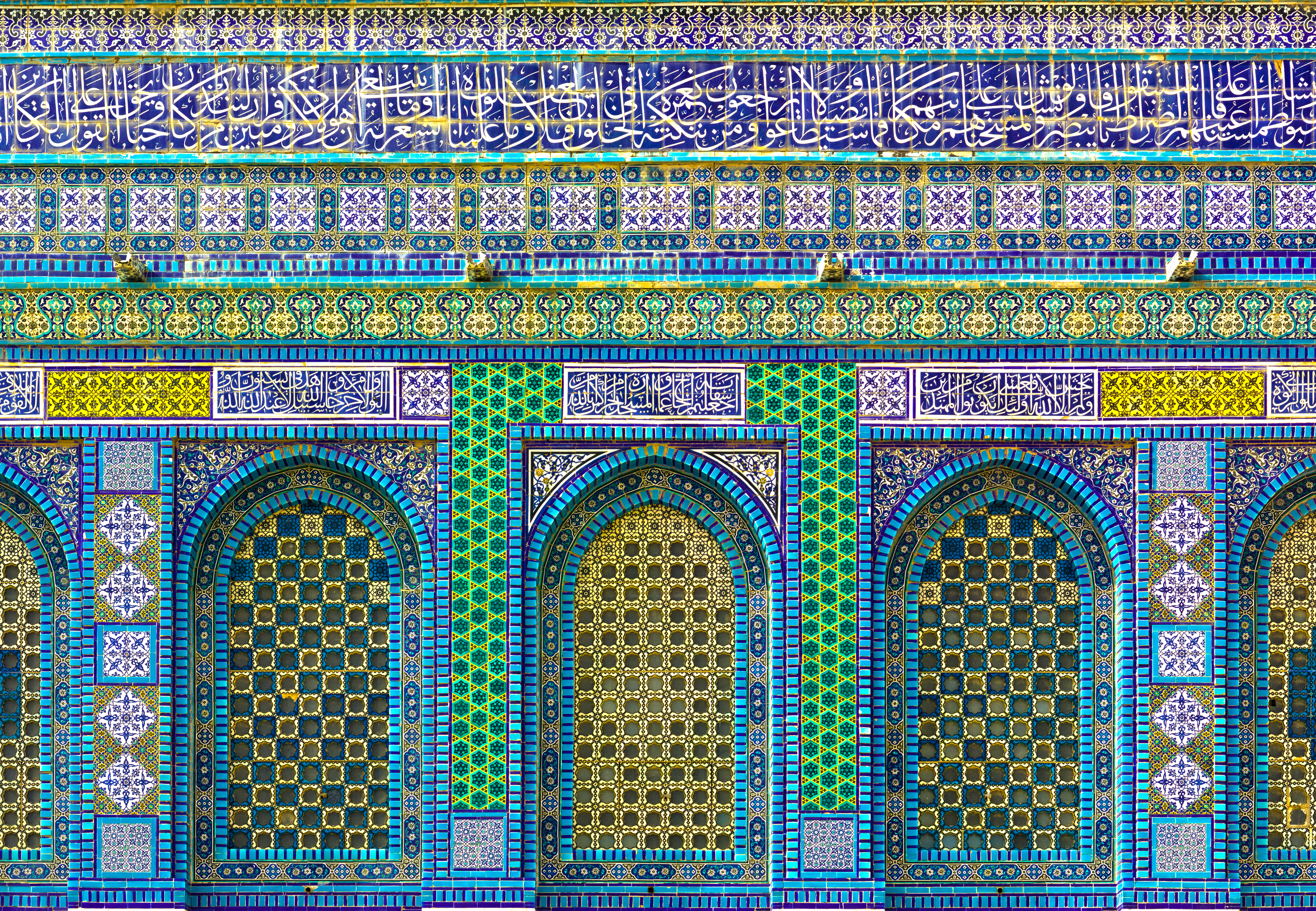
Van dichtbij

Door de Abbasidische kalief al-Mamun werden in 831 verbouwingen aan het gebouw uitgevoerd, waarbij al-Mamun zijn eigen naam in het bouwwerk liet graveren.
Gedurende de kruistochten maakten de Augustijnen de koepel tot een kerk. De nabijgelegen Al-Aqsamoskee werd het paleis van Boudewijn I van Jeruzalem en later het hoofdkwartier van de Tempeliers.
Tijdens de periode waarin het Ottomaanse Rijk heerste, werd het gebouw door sultan Selim I opgeknapt in 1517. De buitenkant van het gebouw werd toen bekleed met polychrome majolicategels.
In 1993 werden de dakspanten vervangen door aluminium draagelementen en werd de koepel opnieuw bekleed met bladgoud.

## Doel en betekenis van de Rotskoepel
De precieze reden waarom Abd al-Malik de Rotskoepel liet bouwen, is niet bekend. Verschillende historici hebben hierover gespeculeerd.
- Een eerste mogelijke verklaring is de strijd met het christendom. In zijn Byzantijnse bouwstijl lijkt de Rotskoepel als twee druppels water op het eerste deel van de Heilig Grafkerk, de veruit belangrijkste christelijke kerk in Jeruzalem, die zich enkele honderden meters verderop bevindt. Het gebouw heeft de vorm van een martyrium. Volgens sommige historici wilde Abd al-Malik dan ook met het bouwwerk duidelijk maken dat de islam in tegenstelling tot het christendom de definitieve religie was.
- Een tweede mogelijke verklaring is, dat Abd al-Malik met dit indrukwekkende monument hoopte de bevolking - en hun belastinggelden - aan zich te binden en zo te concurreren met de heersers van de heilige steden Mekka en Medina. Daarnaast zou hij de wereld duidelijk willen maken dat de islam een macht was geworden om rekening mee te houden.
- Een derde mogelijke verklaring, gegeven door de Amerikaanse hoogleraar Fred Donner, is de verwachte komst van de Dag des oordeels. De plek waar de Rotskoepel gebouwd is, wordt in de drie monotheïstische religies gezien als de plek waar het Laatste Oordeel plaats zal vinden. Het is daarom goed mogelijk dat Abd al-Malik de Rotskoepel liet bouwen om een geschikte, grootse plek te hebben waar hij, als leider van de gelovigen, voor Allah/God kon verschijnen.[5]

## Inscripties

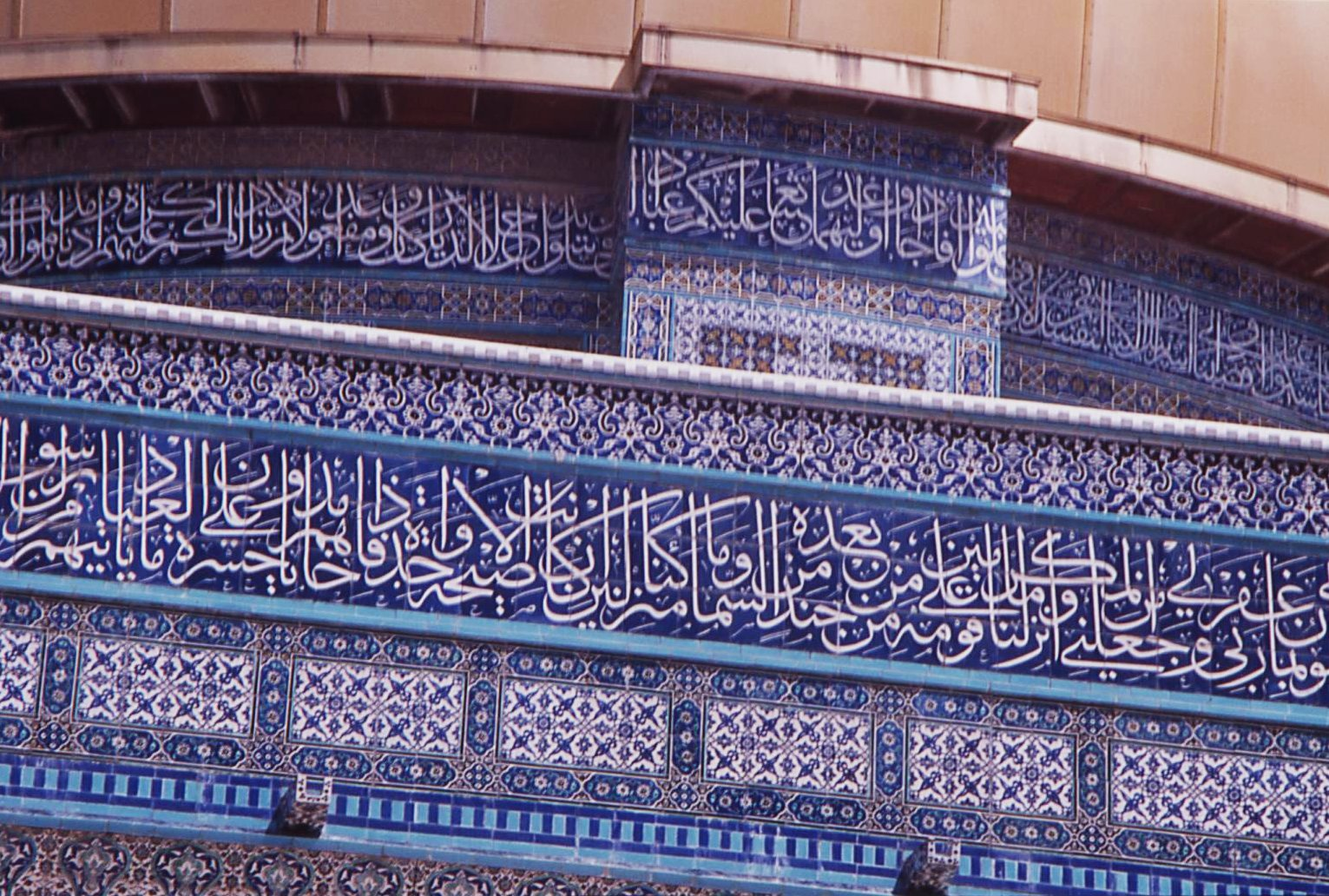
Deel van de inscripties op het gebouw. De inscripties zijn aangebracht in Koefisch schrift.

De Rotskoepel heeft een achthoekige grondvorm, die in de bouwtijd aan de binnen- en buitenzijde voorzien werd van een doorlopende inscriptie in Koefisch schrift van het Arabisch. De tekst is een verzameling van soera's die gemeen hebben dat ze vooral over de natuur (goddelijk/menselijk/beide) van Jezus gaan. Ook de drie-eenheid wordt genoemd. De volledige tekst luidt (in de Koranvertaling van prof. Fred Leemhuis):
Verbindende tekstIn de naam van de genadige en barmhartige God. Er is geen god behalve God en hij heeft geen partner.
Soera 64.1Hij heeft de heerschappij en Hem zij lof.
Soera 57.2Hij heeft de heerschappij over de hemelen en de aarde. Hij geeft leven en laat sterven en Hij is almachtig. (verbindende tekst) Mohammed is de knecht van God en zijn gezant.
Soera 33.56God en zijn engelen zegenen de profeet. Jullie die geloven! Zegent hem en groet hem door hem vrede toe te wensen. (verbindende tekst) God zegene hem, hem zij heil en Gods barmhartigheid.
Soera 4.171Mensen van het boek! Ga niet te ver in jullie godsdienst en zegt over God alleen maar de waarheid. De masieh (messias) Isa (Jezus) de zoon van Marjam is Gods gezant en zijn woord dat hij richtte tot Marjam en een geest bij hem vandaan. Gelooft dan in God en zijn gezanten en zegt niet: "Drie". Houdt daar mee op, het is beter voor jullie. Immers, God is één god. Geprezen zij hij! Dat hij een kind zou hebben! Van hem is wat er in de hemelen en wat er op aarde is. God is goed genoeg als voogd.
Soera 4.172De masieh versmaadt het niet een dienaar van God te zijn, ook de engelen die in (zijn) nabijheid gebracht zijn. Wie het versmaden hem te dienen en hoogmoedig zij, die zal hij allen tot zich verzamelen. (verbindende tekst) God zegen uw gezant en uw knecht Jezus de zoon van Marjam.
Soera 19.15En vrede zij met hem op de dag dat hij geboren werd, op de dag dat hij sterft en op de dag dat hij weer tot leven wordt opgewekt.
Soera 19.34-36Dat is Isa, de zoon van Marjam, het woord van de waarheid waaraan zij twijfelen. God is niet zo dat hij zich een kind neemt. Geprezen zij hij! Wanneer hij iets beslist, dan zegt hij er slechts tegen: "Wees!" en het is. God is mijn heer en jullie heer. Dient hem dus. Dit is een juiste weg.
Soera 3.18God getuigt dat er geen god is dan hij - zo ook de engelen en zij die kennis bezitten. Hij is de handhaver van de gerechtigdheid. Er is geen god dan hij, de machtige, de wijze.
Soera 3.19De godsdienst bij God is de islam (de overgave aan God). Zij aan wie het boek gegeven is, zijn het uit onderlinge nijd pas oneens geworden, nadat de kennis tot hen was gekomen. En als iemand niet aan Gods tekenen gelooft, dan is God snel met de afrekening.
De tekst wordt gezien als een polemiek en is gericht tegen die christenen die in de drie-eenheid en de goddelijke natuur van Jezus geloven.

## Religieuze betekenis van de plek

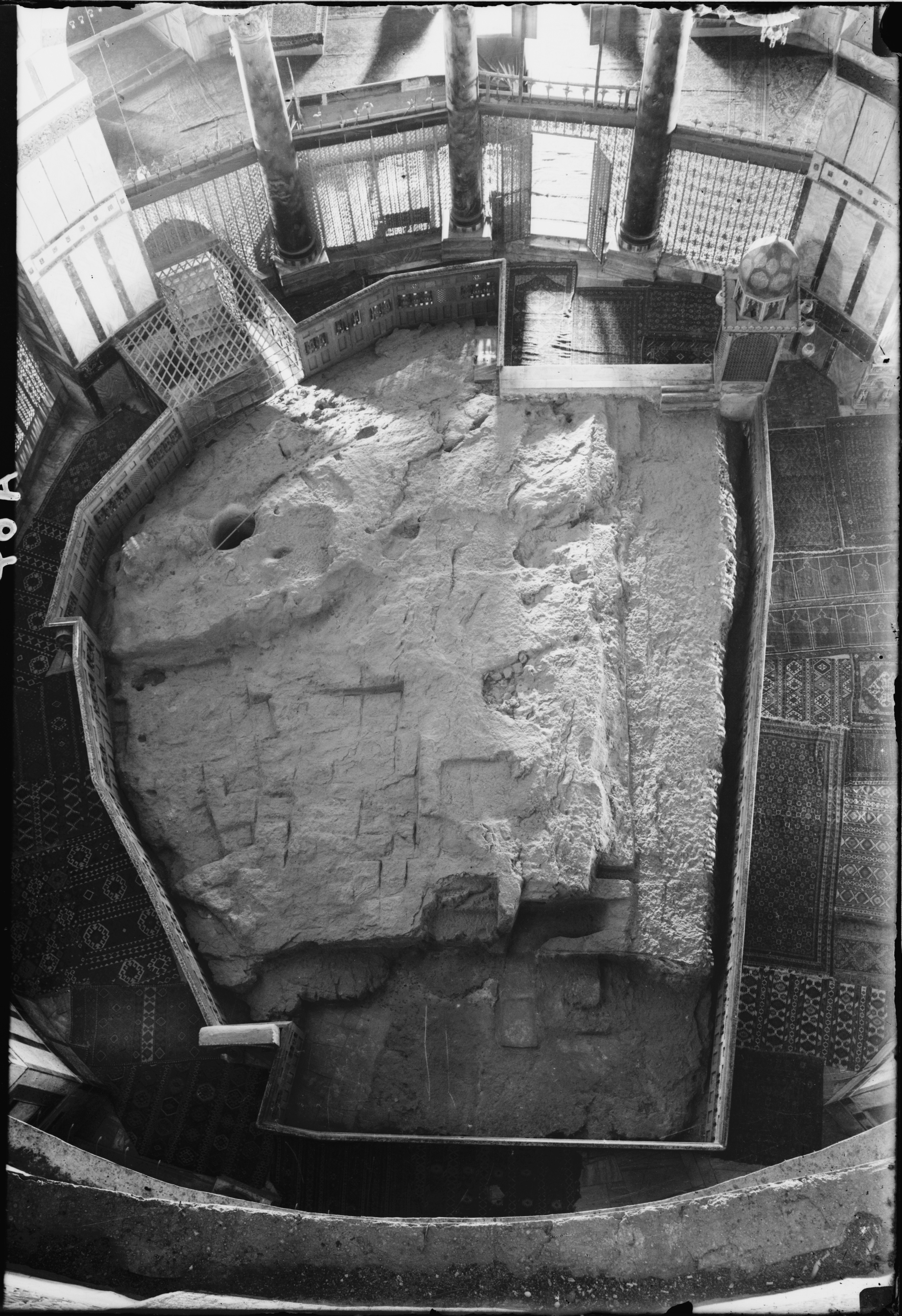
De rots in de Rotskoepel

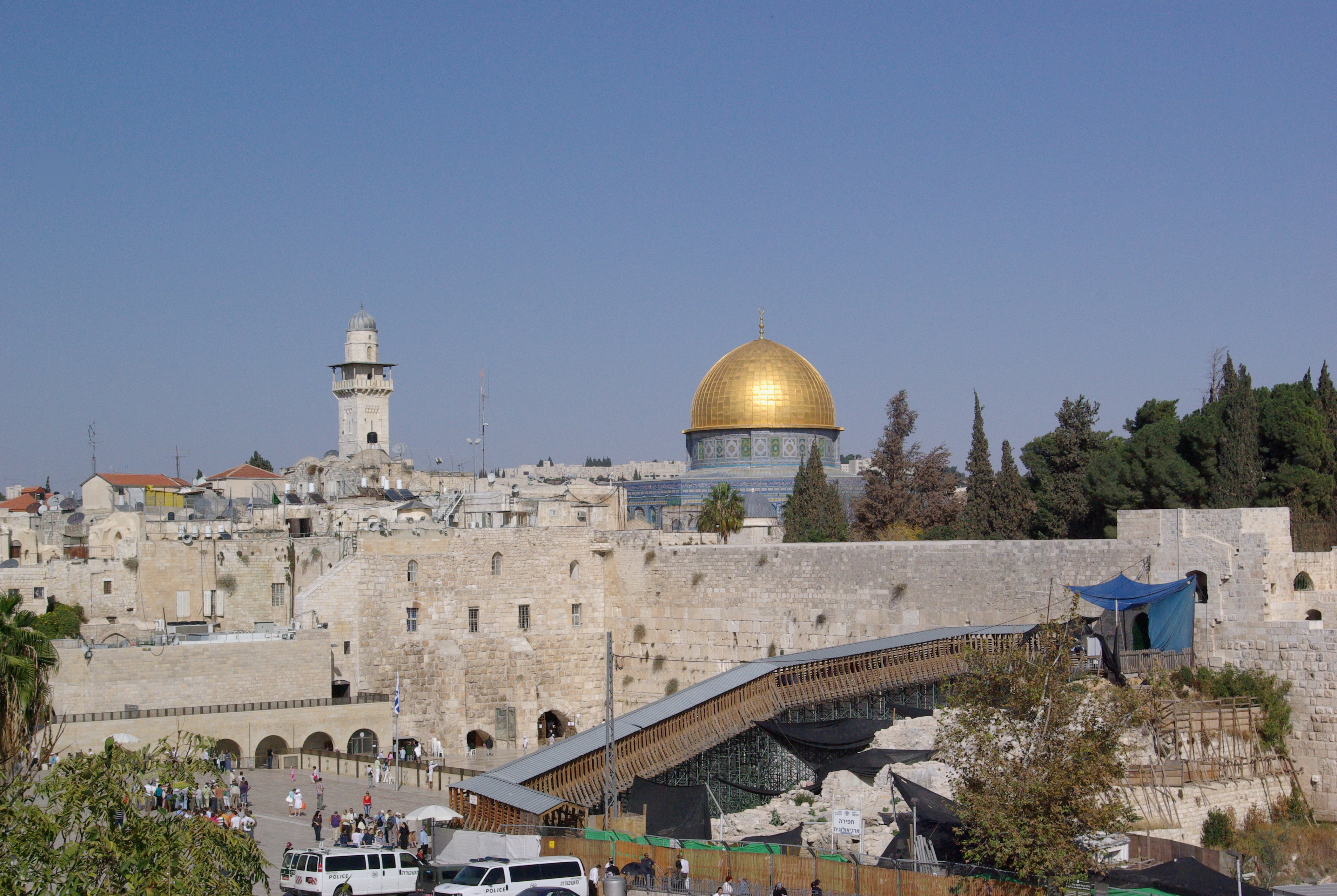
De Klaagmuur met op de achtergrond de Rotskoepel.

De Rotskoepel is gebouwd over de top van deze rots in Jeruzalem. Op het plein voor de berg bevindt zich de Klaagmuur, waar veel joden komen bidden. Weinig plaatsen op aarde zijn meer beladen met religieuze betekenis en mythen dan deze berg. Aan deze plek wordt in verhalen van de abrahamitische religies een belangrijke rol toegekend. Mede door verwevenheid met politiek hierbij geeft dit geregeld aanleiding tot onlusten. Zo was in 2000 het bezoek aan de Tempelberg van Ariel Sharon, tijdens zijn verkiezingscampagne, de lont in het kruitvat voor de tweede intifada. Ook de Israëlische minister Uri Ariel betrad verscheidene keren de Tempelberg. Ten gevolge van dergelijke onlusten worden door de Israëlische regering meestal beperkingen opgelegd voor het betreden van de Tempelberg, die met name de Palestijnse moslims treffen.
Volgens de Hebreeuwse Bijbel moest Abraham in opdracht van God als een beproeving naar de berg Moria gaan om zijn zoon Isaak te offeren. Uiteindelijk verhinderde God dat Abraham Isaak ook daadwerkelijk zou offeren (Genesis 22:1-18). In de Koran wordt in dit verhaal de naam van de zoon niet genoemd, maar moslims geloven dat deze zoon Ismaïl was, de zoon die Abraham bij zijn bijvrouw Hagar had. De rotsplaat, de rotspunt in het centrum van de Rotskoepel is volgens die traditie het natuurlijke altaar waarop Abrahams zoon geofferd moest worden. Vanaf deze plek zou de profeet Mohammed, zittend op de rug van het hemelse dier Buraq, zijn Nachtreis naar de hemel zijn begonnen. Veel joden stellen de berg Moria gelijk aan de Tempelberg, de Haram al-Sharif voor moslims.

## Beheer
De Rotskoepel wordt beheerd door een Jordaanse waqf, een islamitische religieuze stichting. De vroegere moefti van Jeruzalem sheik Ekrima Sabi zegt hierover: "De Haram al_Sharif is “zuiver en uitsluitend” heilig voor de moslims toen het Gezegende Aqsa Moskee Document werd gepresenteerd."
De waqf beheert de toegang voor joden en moslims tot de Tempelberg. Tussen 1967 en 2000 bestond er een status quo en waren er geen beperkingen voor wie de berg wilde bezoeken (behalve tijdens de islamitische gebedstijden), mits men eerbaar gekleed ging. Eind oktober 2014 bezocht rabbijn Yehudah Glick het plein van de Tempelberg waarbij een aanslag op hem werd gepleegd. Glick zegt dat hij wil dat er joden en christenen kunnen bidden op de berg dat nu gedomineerd wordt door de moslims.
Op 11 februari 2004 werd de Rotskoepel beschadigd door een lichte aardbeving. Een joods-extremistische groepering, de Getrouwen van de Tempelberg, zagen hierin een teken van God dat de profetie van Ezechiël in het Bijbelboek Ezechiël binnenkort zou uitkomen.

## Pogingen tot verwijdering
Sinds 2015 is de Rotskoepel verscheidene keren van tekeningen of foto's in Israël verwijderd. Onder meer kregen scholen in Tel Aviv, en een kleuterschool in Jeruzalem tijdens het joodse Paasfeest, posters van Jeruzalem waarop de Rotskoepel was weggeverfd. In mei 2018 werd de Amerikaanse ambassadeur voor Israël, David Friedman, tijdens zijn bezoek aan Bnei Brak gefotografeerd terwijl hij een schilderij van Jeruzalem toonde waarop de derde tempel was afgebeeld op de plek van de Al-Aqsamoskee.
Op een schildering van de Tempelberg, die als decor diende bij een gelegenheid in juni 2019 die door minister-president Benjamin Netanyahu en burgemeester Moshe Leon van Jeruzalem werd bijgewoond, had de Israëlische gemeente Jeruzalem de Rotskoepel verwijderd.